# Kuramagomed Kuramagomedov
Kuramagomed Šaripovič Kuramagomedov (* 21. března 1976) je bývalý ruský zápasník–volnostylař avarské národnosti.

## Sportovní kariéra
Je rodákem z dagestánské horské obce Irib v Čarodinském okrese. Zápasení se věnoval od útlého dětství po vzoru svého otce a strýců. Od svých 14 let se připravoval v Machačkale na střední sportovní škole pod vedením Musy Omarova. V ruské mužské reprezentaci se pohyboval od roku 1997 ve váze do 97 kg. V roce 2000 prohrál nominaci na olympijské hry v Sydney s Sagidem Murtazalijevem.
Od roku startoval pod vedením nového trenéra Ruslana Abijevem ve vyšší váze do 120 kg, ve které se v roce 2004 prosadil do ruského olympijského týmu na úkor Davida Musulbese. Na olympijské hry v Athénách odjížděl jako favorit na jednu z medailí. Ze tříčlenné základní skupiny postoupil do čtvrtfinále proti reprezentantu Uzbekistánu Arturu Tajmazovovi. V úvodním poločase ho rozhodčí za pasivitu dvakrát poslal do parteru, čehož jeho soupeř využil a dvěma koršuny se dostal do vedení 2:4 na technické body. Ve druhém tříminutovém poločase se hned na úvod nechal podrazem vytlačit ze žíněnky a bodovou ztrátu 3:7 do konce hrací doby nesmazal. Obsadil konečné 6. místo.
V přípravě na olympijskou sezonu 2008 si vážně poranil loket, který ho vyřadil na 4 roky z vrcholové přípravy. Na žíněnku se vrátil v roce 2012 na ruském mistrovství v Petrohradu, kde skončil na třetím místě a tím zároveň prohrál nominaci na olympijské hry v Londýně s Bilalem Machovem.

## Výsledky
| Turnaj             | 1995 | 1996 | 1997 | 1998 | 1999 | 2000 | 2001 | 2002 | 2003 | 2004 | 2005 | 2006 | 2007 |
| Turnaj             | 19   | 20   | 21   | 22   | 23   | 24   | 25   | 26   | 27   | 28   | 29   | 30   | 31   |
| Turnaj             | -90  | -90  | -97  | -97  | -97  | -97  | -96  | -96  | -120 | -120 | -120 | -120 | -120 |
| ------------------ | ---- | ---- | ---- | ---- | ---- | ---- | ---- | ---- | ---- | ---- | ---- | ---- | ---- |
| Olympijské hry     |      | —    |      |      |      | —    |      |      |      | 6.   |      |      |      |
| Mistrovství světa  | —    |      | 1.   | 3.   | —    |      | —    | —    | úč.  |      | 5.   | 2.   | —    |
| Mistrovství Evropy | —    | —    | —    | —    | 1.   | —    | —    | 1.   | —    | 2.   | 1.   | 1.   | 1.   |
| MS juniorů         | —    | 1.   |      |      |      |      |      |      |      |      |      |      |      |
| ME juniorů         | 1.   | 1.   |      |      |      |      |      |      |      |      |      |      |      |